# 12187 Lenagoryunova
12187 Lenagoryunova è un asteroide della fascia principale. Scoperto nel 1977, presenta un'orbita caratterizzata da un semiasse maggiore pari a 2,6640165 UA e da un'eccentricità di 0,2404168, inclinata di 13,29900° rispetto all'eclittica.